# 环己烷
环己烷，是环烷烃的一种，也称六氢化苯。它是一种无色，易燃，微溶于水，具有挥发性，微有刺激性气味的液体，无腐蚀性，分子式C6H12。
环己基 (C6H11) 是一种烷基取代基，通常简称为Cy。

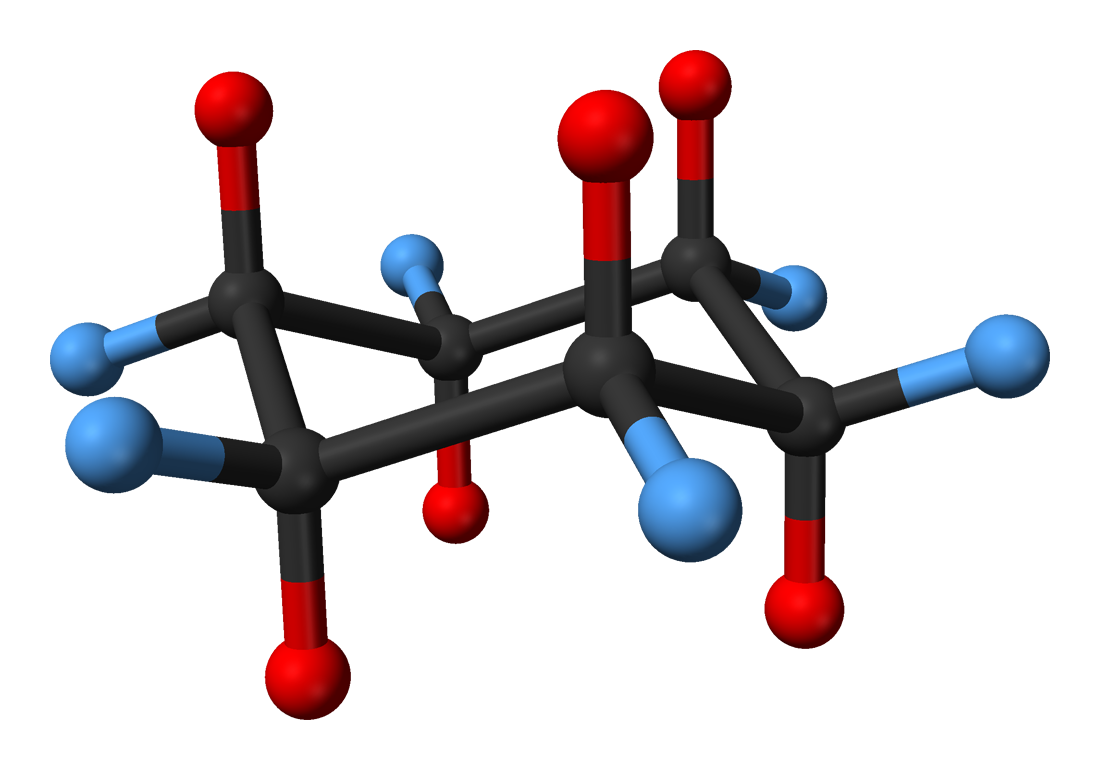
椅型构象的环己烷分子。处于直立键的氢原子标记为红色，处于平伏键的氢原子标记为蓝色。

## 合成

### 现代的合成方法
工业上一般是通过苯在兰尼镍催化氢化来合成。制造环己烷约占全球苯需求的 11.4%。

### 以前的合成方法
不像苯，在煤炭等自然资源中并未发现环己烷。

#### 失败
- 1867年，马塞兰·贝特洛在高温下用氢碘酸还原苯。[9][10]
- 1870年，阿道夫·冯·拜尔重复了以上反应。[11]

令人惊奇的是，他们的合成路线最终得到的产物比环己烷沸点高10℃，这一难题於1895年由Markovnikov、N.M. Kishner和Nikolay Zelinsky解决，他们将产物烷重新确定为甲基环戊烷，是由环己烷发生意想不到的重排反应生成的。

#### 成功
1894年，阿道夫·冯·拜尔以庚二酸的狄克曼缩合反应开始并後接一系列还原反应合成环己烷：
同年，E. Haworth和W.H. Perkin Jr.（1860年－1929年）以1,6-二溴己烷的武兹反应开始并以相同方式合成环己烷：

## 用途
作为一种重要的工业原料，环己烷主要用于合成尼龙的原料己二酸和己内酰胺。